# Challenger de Tigre II 2023 - Doppio
Guido Andreozzi e Ignacio Carou erano i detentori del titolo ma sono stati eliminati in semifinale.
In finale Daniel Dutra da Silva e Oleg Prihodko hanno sconfitto Chung Yun-seong e Christian Langmo con il punteggio di 6-2, 6-2.

## Teste di serie
1. Boris Arias /  Federico Zeballos (primo turno)
2. Karol Drzewiecki /  Piotr Matuszewski (quarti di finale)

1. Guido Andreozzi  /  Ignacio Carou (semifinale)
2. Daniel Dutra da Silva /  Oleg Prihodko (campioni)

## Wildcard
1. Luciano Emanuel Ambrogi /  Mateo del Pino (primo turno)

1. Romeo Arcuschin /  Máximo Zeitune (primo turno)

## Tabellone

### Legenda
| - Q = Qualificato - WC = Wild card - LL = Lucky loser | - ALT = Alternate - SE = Special Exempt - PR = Protected Ranking | - w/o = Walkover - r = Ritirato - d = Squalificato |

|  | Primo turno | Primo turno                           | Primo turno                           | Primo turno | Primo turno |  |  | Quarti di finale | Quarti di finale                      | Quarti di finale            | Quarti di finale                      | Quarti di finale                      |   |   | Semifinali | Semifinali                       | Semifinali                       | Semifinali                          | Semifinali                          |   |   | Finale | Finale | Finale | Finale | Finale |  |
|  |             |                                       |                                       |             |             |  |  |                  |                                       |                             |                                       |                                       |   |   |            |                                  |                                  |                                     |                                     |   |   |        |        |        |        |        |  |
|  | 1           | B Arias F Zeballos                    | B Arias F Zeballos                    | 2           | 3           |  |  |                  |                                       |                             |                                       |                                       |   |   |            |                                  |                                  |                                     |                                     |   |   |        |        |        |        |        |  |
|  | Alt         | Y-s Chung C Langmo                    | Y-s Chung C Langmo                    | 6           | 6           |  |  | Alt              | Y-s Chung C Langmo                    | Y-s Chung C Langmo          | 6                                     | 6                                     |   |   |            |                                  |                                  |                                     |                                     |   |   |        |        |        |        |        |  |
|  |             | M Navone JP Paz                       | M Navone JP Paz                       | 6           | 6           |  |  |                  | M Navone JP Paz                       | M Navone JP Paz             | 4                                     | 4                                     |   |   |            |                                  |                                  |                                     |                                     |   |   |        |        |        |        |        |  |
|  |             | H Casanova C Sánchez Jover            | H Casanova C Sánchez Jover            | 3           | 2           |  |  |                  |                                       |                             |                                       |                                       |   |   | Alt        | Y-s Chung C Langmo               | Y-s Chung C Langmo               | 6                                   | 7                                   |   |   |        |        |        |        |        |  |
|  | 3           | G Andreozzi I Carou                   | G Andreozzi I Carou                   | 6           | 6           |  |  |                  |                                       | 3                           | G Andreozzi I Carou                   | G Andreozzi I Carou                   | 4 | 5 |            |                                  |                                  |                                     |                                     |   |   |        |        |        |        |        |  |
|  |             | F Comesaña JB Torres                  | F Comesaña JB Torres                  | 3           | 3           |  |  | 3                | G Andreozzi I Carou                   | G Andreozzi I Carou         | 6                                     | 7                                     |   |   |            |                                  |                                  |                                     |                                     |   |   |        |        |        |        |        |  |
|  |             | O Roca Batalla T Stodder              | O Roca Batalla T Stodder              | 6           | 6           |  |  |                  | O Roca Batalla T Stodder              | O Roca Batalla T Stodder    | 4                                     | 5                                     |   |   |            |                                  |                                  |                                     |                                     |   |   |        |        |        |        |        |  |
|  |             | J I Galarza T Lipovsek Puches         | J I Galarza T Lipovsek Puches         | 1           | 2           |  |  |                  |                                       |                             |                                       |                                       |   |   | Alt        | Chung Yun-seong Christian Langmo | Chung Yun-seong Christian Langmo | 2                                   | 2                                   |   |   |        |        |        |        |        |  |
|  | WC          | L E Ambrogi M del Pino                | L E Ambrogi M del Pino                | 2           | 6(5)        |  |  |                  |                                       |                             |                                       |                                       |   |   |            |                                  | 4                                | Daniel Dutra da Silva Oleg Prihodko | Daniel Dutra da Silva Oleg Prihodko | 6 | 6 |        |        |        |        |        |  |
|  |             | E Lavagno E Zhu                       | E Lavagno E Zhu                       | 6           | 7           |  |  |                  | E Lavagno E Zhu                       | E Lavagno E Zhu             | 1                                     | 3                                     |   |   |            |                                  |                                  |                                     |                                     |   |   |        |        |        |        |        |  |
|  |             | A Collarini M Cuevas                  | A Collarini M Cuevas                  | 6(4)        | 4           |  |  | 4                | D Dutra da Silva O Prihodko           | D Dutra da Silva O Prihodko | 6                                     | 6                                     |   |   |            |                                  |                                  |                                     |                                     |   |   |        |        |        |        |        |  |
|  | 4           | D Dutra da Silva O Prihodko           | D Dutra da Silva O Prihodko           | 7           | 6           |  |  |                  |                                       |                             |                                       |                                       |   |   | 4          | D Dutra da Silva O Prihodko      | D Dutra da Silva O Prihodko      | 6                                   | 6                                   |   |   |        |        |        |        |        |  |
|  |             | A Huertas del Pino C Huertas del Pino | A Huertas del Pino C Huertas del Pino | 6           | 6           |  |  |                  |                                       |                             | A Huertas del Pino C Huertas del Pino | A Huertas del Pino C Huertas del Pino | 4 | 3 |            |                                  |                                  |                                     |                                     |   |   |        |        |        |        |        |  |
|  | WC          | R Arcuschin M Zeitune                 | R Arcuschin M Zeitune                 | 2           | 2           |  |  |                  | A Huertas del Pino C Huertas del Pino | 4                           | 6                                     | [10]                                  |   |   |            |                                  |                                  |                                     |                                     |   |   |        |        |        |        |        |  |
|  |             | A Merino J Paul                       | 3                                     | 6           | [5]         |  |  | 2                | K Drzewiecki P Matuszewski            | 6                           | 1                                     | [8]                                   |   |   |            |                                  |                                  |                                     |                                     |   |   |        |        |        |        |        |  |
|  | 2           | K Drzewiecki P Matuszewski            | 6                                     | 1           | [10]        |  |  |                  |                                       |                             |                                       |                                       |   |   |            |                                  |                                  |                                     |                                     |   |   |        |        |        |        |        |  |